# Incognito (Amanda Lear-album)
Az Incognito Amanda Lear, francia énekesnő ötödik nagylemezének a címe. Az album 1981 márciusában jelent meg. Műfaja diszkó, kiadója a nyugatnémet Ariola Records. A 3 évvel korábbi Sweet Revenge-hez hasonlóan az Incognito dalai is egy összefoglaló téma köré szerveződnek. Ez a téma a hét főbűn, melyeket az énekesnő további kettővel (bürokrácia, nosztalgia) 
egészít ki. A New York című dal 1 évvel korábban már megjelent lemezen, a zeneszerző Francis Lai Paris – New York című albumán, más változatban.

## A dalok

### „A” oldal
A 2. 3. és 4. szám összefüggő egészet alkot, a dalok egymásba úsznak. 
1. Laziness: Hollywood Is Just a Dream (When You’re Seventeen) (H. Halter – A. Lear) 4.51
2. Indifference: Love Amnesia (E. Moule) 3.53
3. Bureaucracy: Red Tape (A. Monn – A. Lear) 4.01
4. Fear: New York (F. Lai – A. Lear) 4.27

### „B” oldal
1. Pride: Egal (A. Monn – A. Lear) 4.01
2. Nostalgia: Berlin Lady (M. Stepstone – P. Dibbens) 3.23
3. Greed: Nymphomania (P. Nacabal – M. Gouty) 3.26
4. Envy: If I Was a Boy (W. Foini – A. Salerno – A. Lear) 4.09
5. Anger: Made in France (P. Jaymes – A. Lear) 2.11

## Mottók a lemezen

### Amanda Lear
„Walking Incognito Behind My Dark Glasses In A Future

World Not So Far Away I See The Deadly Sins. 

Fighting To Survive (It Is The Law Of The Jungle) 

We Meet With Envy, Violence, Greed, Fear, Indifference

And Even Bureaucracy And Nostalgia, This Favourite Sin

Of Mine Which Helps To Accept The Future…”

### Robert Sheckley
„Hell Is Who (Where) You Really Are.”

## Közreműködők
- Producer: Anthony Monn
- Zenei rendezők: Geoff Bastow, Charly Ricanek
- Hangmérnök: Frank (Bolzi)
- Maszterelés: Piero Mannucci
- Dob: Todd Canedy
- Billentyűs hangszerek: Geoff Bastow
- Basszusgitár: Günther Gebauer
- Gitár: Mats Björklund
- Moog: Geoff Bastow, Anthony Monn
- Háttérvokál: Wolly Emperhoff, Herbert Ihle, Renate Maurer, Claudia Schwarz, Edith Prock, Angelika Tiefenboeck
- Fotó: Regine de Chivré

## Különböző kiadások
- 1981, NSZK: Ariola 203 450-320.
- 1981, NSZK: Ariola 403 450-352 (kazetta).
- 1981, Olaszország: Ariola ARL 39155.
- 1981, Görögország: Ariola 6483 322.
- 1981, Hollandia: Ariola 203 450.
- 1981, Spanyolország: Ariola I-203450.

## Alternatív változat
- 1981, Dél-Amerika, Spanyol nyelvű kiadás.

„B”oldal:
1. Igual (Az Égal spanyol nyelvű változata) (Anthony Monn – Amanda Lear – Julio César)
2. Dama De Berlin (A Berlin Lady spanyol nyelvű változata) (M. Stepstone – P. Dibbens – Julio César)
3. Ninfomanía (A Nymphomania spanyol nyelvű változata) (P. Macabal – M. Gouty – Julio César)

## Kimásolt kislemezek

### 7"
- 1981: Égal / If I Was a Boy (NSZK, Ariola 102 969 100)
- 1981: Égal / If I Was a Boy (Törökország, Türküola/Ariola 102 969)
- 1981: Ça M'est Égal / Made in France (Franciaország, Arabella 102296)
- 1981: Igual (Az Égal spanyol nyelvű változata) / Ninfomanía (A Nymphomania spanyol nyelvű változata) (Spanyolország, Ariola A-102 592 Promo)
- 1981: Love Amnesia / Nymphomania (Olaszország, RCA Victor PB 6511)
- 1981: Hollywood Is Just a Dream (When You're Seventeen) / Égal (Brazília, Ariola 103 472)
- 1981: Red Tape / New York (Franciaország, Arabella 102 811)
- 1981: Nymphomania / Boy (If I Was A Boy) (Svédország, Ariola ARI 8105)
- 1981: New York (Francia nyelvű változat) / Made in France (France - Arabella)
- 1982: Igual (Az Égal spanyol nyelvű változata) / Made in France (Chile, Ariola ARS 10.091)
- 1982: Fever (J. Davenport – E. Cooley) 3:36 - Intersong (Albumon nem jelent meg) / Red Tape (NSZK, Ariola 104 053-100)
- 1982: Fever / Red Tape (Spanyolország, Ariola  B 104.053)
- 1982: Fever / Red Tape (Portugália, Ariola 5104 053)
- 1982: Fever / Red Tape (Brazília, Ariola)

## Orosz CD
Az LP-k hanganyaga alapján. Az I Am A Photograph az első nyugatnémet kiadás alapján szerepel a CD-n.
- I Am a Photograph / Incognito

## Legnépszerűbb slágerek
- Egal
- Nymphomania

## Az album slágerlistás helyezései
Svédország: 1981. április 24-étől 2 hétig. Legmagasabb pozíció: 28. hely

Norvégia: 1981. a 18. héttől kezdve: 3 hétig. Legmagasabb pozíció: 19. hely

## Külső hivatkozások
- Dalszöveg: Egal
- Dalszöveg: Nymphomania
- Videó: Hollywood Is Just a Dream
- Videó: Red Tape
- Videó: New York
- Videó: Egal
- Videó: Nymphomania
- Videó: Nymphomania (spanyolul)
- Videó: Made in France
- Videó: Fever